# Medaile Veterán ozbrojených sil Kazachstánu
Medaile Veterán ozbrojených sil Kazachstánu (kazašsky Қазақстан Республикасы Қарулы Күштерінiң ардагерi) je státní vyznamenání Kazachstánu založené roku 2002.

## Historie a pravidla udílení
Medaile byla založena dekretem prezidenta republiky č. 865 ze dne 7. května 2002. Udílena je příslušníkům Ozbrojených sil Kazachstánu. Udílí se za nejméně 25 let služby v ozbrojených silách Kazachstánu, v dalších jednotkách a vojenských formacích Kazachstánu jejich příslušníkům, kteří mají kladné služební hodnocení.

## Popis medaile
Medaile je vyrobena z mosazi a má tvar konvexní pěticípé hvězdy s hladkými cípy. Mezi nimi je pět štítů se znaky hlavních složek Ozbrojených sil Kazachstánu. Uprostřed hvězdy je kulatý medailon s vyobrazením slunce a orla s rozepjatými křídly. Motiv je lemován vavřínovou ratolestí a nápisem Қазақстан Республикасы Қарулы Күштерінiң ардагерi. Velikost hvězdy v průměru je 38 mm. Na zadní straně je uprostřed medaile nápis 25 жыл. Zadní strana je matná. Všechny motivy a nápisy jsou konvexní. Okraje medaile jsou vystouplé.
Stuhou z hedvábného moaré je potažena kovová destička ve tvaru šestiúhelníku. Destička je vysoká 50 mm a široká 34 mm. Barva stuhy je modrá a svým odstínem odpovídá barvě státní vlajky. Z levé strany jsou dva červené proužky. První je široký 3 mm a druhý 1 mm, mezi nimi je proužek široký 2 mm v modré barvě. Pravý okraj je lemován čtyřmi proužky žluté barvy, které se střídají se třemi proužky černé barvy. Šířka proužků je 1 mm. Na zadní straně je špendlík, kterým se medaile připíná k oděvu.
Medaile byly vyráběny v kazachstánském městě Öskemen.